# Willy Corsari
Willy Corsari (pseudonym för Wilhelmina Angela Douwes-Schmidt), född 26 december 1897 i Sint-Pieters-Jette, Bryssel, död 11 maj 1998 i Amstelveen, var en nederländsk författare och översättare.
Corsari utbildade sig i sång och teater och arbetade även en tid som kabaréartist. Hon debuterade som författare i tidskrifter 1916 och första boken kom 1927. Hon skrev flickböcker, romaner, deckare, noveller och pjäser och var även verksam som översättare, bland annat av Louis Bromfield och Albert Camus.